# Sainte-Anne-des-Plaines
Sainte-Anne-des-Plaines är en stad (kommun av typen ville) och tätort (centre de population) i provinsen Québec i Kanada. Den ligger i regionen Laurentides, i den sydöstra delen av landet, 150 km öster om huvudstaden Ottawa. Antalet invånare vid folkräkningen 2021 var 15 221 i kommunen och 11 269 i tätorten.